# 리모델링

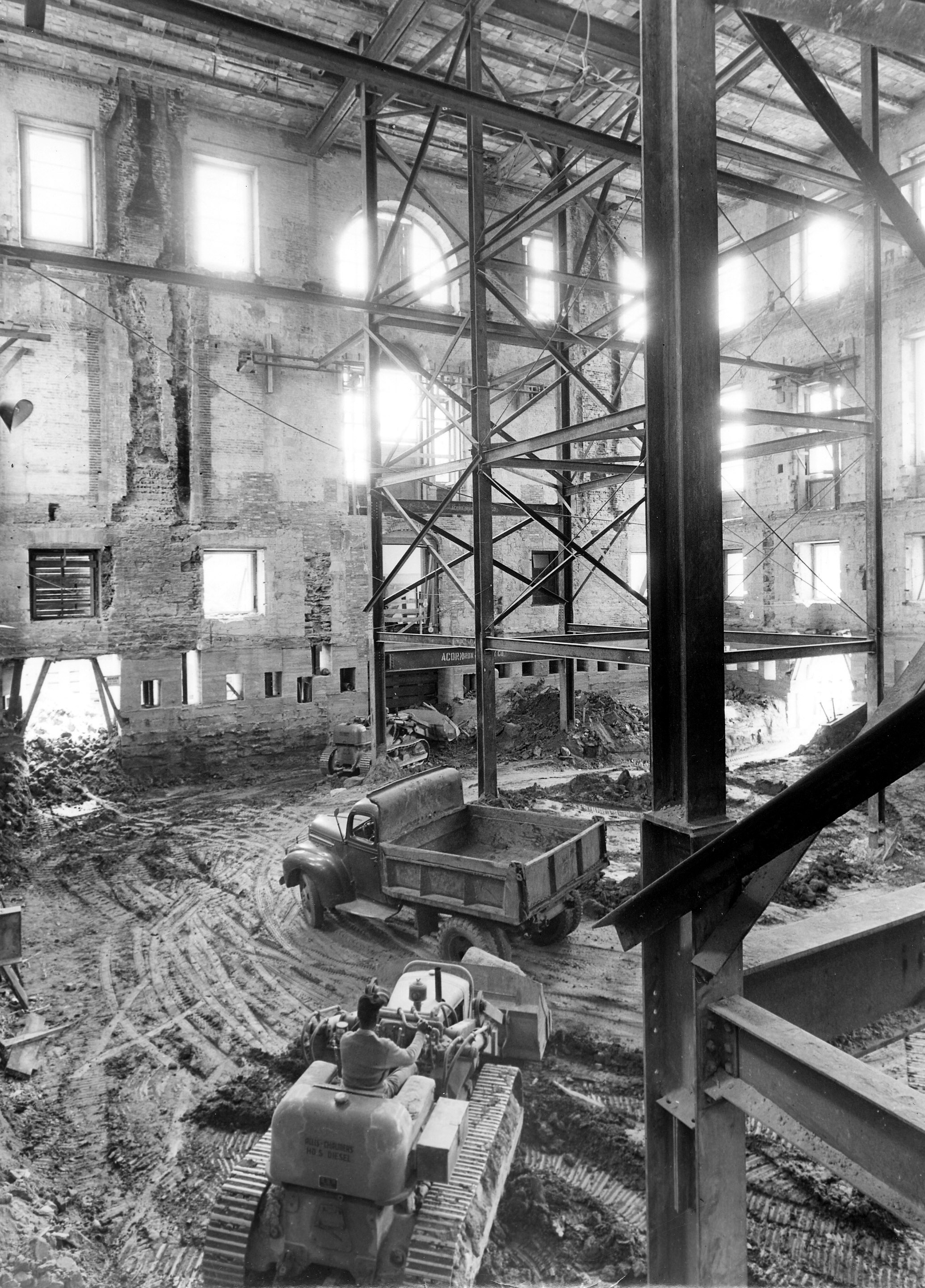
트루먼의 백악관 리노베이션 (1950년 5월 17일)

리모델링(remodeling 또는 renovation)은 오래된 건축물이나 손상된 건축물에서 기존의 골조는 그대로 두고 개·보수하는 일을 말한다.

## 같이 보기
- 벤젠
- 암
- 콘크리트
- DIY
- 실내 공기질
- 납 중독
- 미세먼지
- 오염
- 리페어 카페
- 톱밥
- 용접

## 참고 문헌
- 〈리모델링〉. 《두피디아》. 두산.